# Gökur

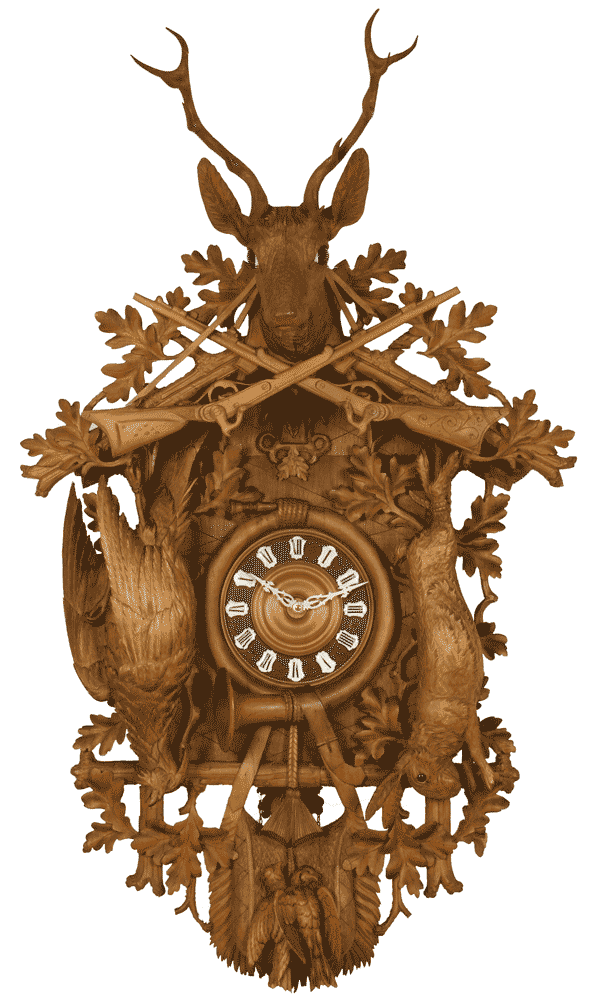
Ett gökur. Göken finns innanför den lilla diskreta luckan ovanför urtavlan.

Ett gökur är en typ av pendelur som skjuter ut en gökfigur genom en lucka då klockan slår jämna slag, och markerar jämna heltimmar genom att med hjälp av små luftbälgar imitera gökens läte med ett "ko-ko" för varje timme.
Många handtillverkade gökur kommer från Tyskland. Industriellt tillverkade gökur produceras särskilt i Kina, Polen och Rumänien.

## Utformning
Gökuret är utformat som ett litet hus med lutande tak med en inbyggd liten mekanisk fågel som föreställs bo i klockan. Jaktmotiv med gevär och bytesdjur är vanligt förekommande utsmyckningar på klockan.
Under gökuret i varsin kedja hänger två järntyngder utformade som kottar, så kallade lod. Med hjälp av tyngdkraften driver den ena kedjan själva uret, och den andra kedjan göken.
På höger sida av uret finns en liten trädörr som ger åtkomst till urverket. Baksidan på uret kan öppnas för att komma åt större delar av urverket.

## Historik och tillverkning
Omkring år 1730 fick urmakaren Franz Anton Ketterer från den sydtyska byn Schönwald im Schwarzwald en rolig idé – att tillverka ett gökur. Hans gökur blev populära och gjorde byn världskänd. Men det var inte självklart att det skulle bli just en gök. Ursprungligen tänkte han sig en tupp, men det var svårt eftersom den har ett läte med fyra toner till skillnad från gökens två.
Tanken med uppfinningen var att man skulle veta hur mycket klockan var utan att behöva titta på den. Originalet "slog" därför varje kvart och olika länge. De tidigaste modellerna bestod av ett hus i trä som var utsmyckat med växter och vikterna var vanligen i trä och målade för att efterlikna metall.
Det fanns gott om virke i de omgivande skogarna och i början var många tillverkare bönder som ville tjäna extra pengar. Gökuren spreds i Europa, Ryssland och USA av kringresande försäljare. Under 2000-talet säljs gökur till alla kontinenter.
Den stora svårigheten i hantverket är att karva i träet. Det är tidskrävande och vid misstag uppstår lätt träsprickor. Tillverkarna av handgjorda gökur i trä har blivit färre med åren.